# Kalle Karlsson
Kalle Shantha Karlsson (Västerås, 23 novembre 1981) è un allenatore di calcio e giornalista svedese, tecnico del Västerås SK.

## Carriera
Prima ancora di diventare allenatore, quando era ancora teenager, Karlsson ha cominciato l'attività di giornalista presso il giornale VLT (Vestmanlands Läns Tidning). Successivamente ha lavorato per le redazioni sportive di testate nazionali quali Dagens Nyheter, Expressen, Eurosport e Aftonbladet.
Nel frattempo ha iniziato anche l'attività di allenatore. Nel 2002, all'età di 20 anni, è diventato assistente allenatore di Sven-Erik Wessberg all'IK Oden, un piccolo club che militava nell'allora Division 5, il sesto livello del calcio svedese dell'epoca, ma questa parentesi è durata circa un anno poiché si conciliava difficilmente con la sua attività lavorativa serale.
Con il passaggio da lavoratore dipendente a giornalista freelance ha ripreso l'attività di allenatore. Nel 2013 ha guidato nell'ottava serie svedese il BK Gamla Karlbergare, società fondata da ex giocatori del Karlbergs BK, poi l'anno seguente è diventato assistente allenatore proprio al Karlbergs BK che invece militava in quarta serie ma che è retrocesso al termine di quel torneo. Dalla stagione 2015 è stato promosso a capo allenatore, in un'annata in cui è riuscito a centrare la promozione al primo tentativo. Nel 2016 ha guidato il club ad un sorprendente secondo posto in Division 2 che è valso la disputa degli spareggi promozione, persi solamente all'ultimo turno dopo un doppio confronto contro l'IFK Luleå.
Nel febbraio 2017 è approdato sulla panchina del Vasalund, formazione che si apprestava ad iniziare il torneo di terza serie nazionale. A settembre, tuttavia, dopo circa due terzi di campionato, viene spostato al ruolo di assistente.
Dopo quest'annata è tornato ad essere il capo allenatore del Karlbergs BK nel quarto livello del calcio svedese. Questa nuova parentesi presso il club è durata un biennio, durante il quale si è classificato al secondo posto in entrambe le annate, riportando dunque per due volte la squadra fino agli spareggi per salire in terza serie. Nel novembre 2019, a fine campionato, ha comunicato l'intenzione di non rinnovare e di proseguire quindi altrove la propria carriera per una nuova sfida.
Nello stesso mese in cui ha lasciato il Karlbergs BK, Karlsson è stato assunto come assistente allenatore al Västerås SK, principale squadra della sua città di origine la quale militava nel campionato di Superettan. Ha rivestito questo per circa un anno e mezzo fintanto che, il 2 agosto 2021, la dirigenza ha comunicato l'esonero dell'allenatore Thomas Askebrand e la contemporanea promozione di Karlsson a prima guida tecnica. La squadra, che in quel momento occupava il decimo posto nella Superettan 2021, è poi riuscita a centrare la salvezza, e Karlsson è stato confermato come capo allenatore per altri due anni. Dopo il nono posto ottenuto nella Superettan 2022, i biancoverdi sotto la sua guida sono riusciti a terminare la Superettan 2023 al primo posto in classifica e a riportare così il club nel massimo campionato svedese, ponendo fine ad un'assenza durata 26 anni. La parentesi nella massima serie tuttavia è durata solo una stagione, visto l'ultimo posto nell'Allsvenskan 2024 che ha fatto tornare il club in Superettan. Nonostante la discesa di categoria, Karlsson è rimasto capo allenatore della squadra.